# Сургай, Анастасия Петровна
Анастаси́я Петро́вна Сурга́й (; род. 3 июля 1990) — казахстанская кёрлингистка.

## Команды
| Сезон                                                 | Четвёртый      | Третий           | Второй           | Первый           | Запасной                            | Турниры                |
| ----------------------------------------------------- | -------------- | ---------------- | ---------------- | ---------------- | ----------------------------------- | ---------------------- |
| 2016—17                                               | Рамина Юничева | Анастасия Сургай | Камила Баканова  | Diana Torkina    | Ситора Аллиярова тренер: Виктор Ким | ТАЧ 2016 (7 место)     |
| 2016—17                                               | Рамина Юничева | Анастасия Сургай | Камила Баканова  | Ситора Аллиярова | Зарина Кахарова тренер: Ольга Тен   | ЗУ 2017 (10 место)     |
| 2016—17                                               | Рамина Юничева | Анастасия Сургай | Камила Баканова  | Diana Torkina    | Ситора Аллиярова тренер: Дэниел Ким | ЗАИ 2017 (4 место)     |
| Кёрлинг среди смешанных команд (mixed curling, микст) |                |                  |                  |                  |                                     |                        |
| 2016—17                                               | Виктор Ким     | Ольга Тен        | Абылайхан Жузбай | Анастасия Сургай |                                     | ЧМСК 2016 (34-е место) |

(скипы выделены полужирным шрифтом)